# 223e division d'infanterie (Allemagne)
Pour les articles homonymes, voir 223e division d'infanterie.
La  223e division d'infanterie (en allemand : 223. Infanterie-Division ou 223. ID) est une des divisions d'infanterie de l'armée allemande (Wehrmacht) durant la Seconde Guerre mondiale.

## Historique
La 223. Infanterie-Division est formée le 26 août 1939 à Dresde dans le Wehrkreis IV avec du personnel de la Landwehr en tant qu'élément de la 3. Welle (3e vague de mobilisation) comme unité de réserve de la 1re armée.
En novembre 1939, elle est transportée à Poznań en Pologne avant d'être transférée, en mars 1940, à Aix-la-Chapelle pour participer au Plan jaune.
Lors de la bataille de France elle combat sur l'axe Liège-Roubaix.
Après l'armistice elle prend ses quartiers à Rouen jusqu'en juillet 1940, avant d'occuper sa position de départ sur la Manche pour participer à l'opération Seelöwe.
Cette opération étant annulée, elle est envoyée, en novembre 1940 dans la région de Bordeaux.
En novembre 1941, la 223. Infanterie-Division est envoyée comme renfort du groupe d'armées Nord, par train, pour participer au siège de Léningrad où sans équipement d'hiver, la division subit de lourdes pertes. Elle participe à de nombreuses combats, dont l'opération soviétique contre le «goulot d'étranglement», les batailles de Dudowka, Mga, sur le Volkhov, Voronov et Ledwa.
En juin 1943, après avoir subi de lourdes pertes, la division est envoyée au repos à Velikié Louki avant d'être transférée en août au groupe d'armées Sud, où elle participe à la 4e bataille de Karkov.
En novembre 1943, attachée à la 4e Panzerarmee elle participe à la seconde bataille de Kiev subissant de nouveau de lourdes pertes, elle est dissoute.
L'état-major de la division forme l'état-major de la 275. Infanterie-Division dans l'Ouest de la France et les éléments survivants forment le Divisions-Gruppe 223 qui est assigné à la 168. Infanterie-Division.

## Organisation

### Commandants
| Date                               | Grade                  | Commandant        |
| ---------------------------------- | ---------------------- | ----------------- |
| 1er septembre 1939 - 6 mai 1941    | Generalleutnant        | Paul-Willi Körner |
| 6 mai 1941 - 20 octobre 1942       | General der Infanterie | Rudolf Lüters     |
| 20 octobre 1942 - ? septembre 1943 | Generalleutnant        | Christian Usinger |

### Officiers d'opérations (Generalstabsoffiziere (Ia))
| Date                               | Grade               | Commandant        |
| ---------------------------------- | ------------------- | ----------------- |
| 26 août 1939 - 25 octobre 1940     | Major i.G.          | Joachim Hesse     |
| 25 octobre 1940 - 26 novembre 1943 | Oberstleutnant i.G. | Herbert Deinhardt |

## Théâtres d'opérations
- Allemagne : septembre 1939 - mai 1940
- France : mai 1940 - décembre 1941
  - Bataille de France
- Opération Seelöwe
- Front de l'Est, secteur Nord : décembre 1941 - juillet 1943
  - Novembre 1941 - Siège de Léningrad
    - 19 août au 10 octobre 1942 : Offensive de Siniavine
    - Batailles pour Dudowka, Mga, du Volkhov, Voronov et Ledwa.
- Front de l'Est, secteur sud : juillet 1943 - Septembre 1943
  - Aout 1943 : Opération Polkovodets Roumiantsev
  - Novembre 1943 : Bataille de Kiev (1943)

## Ordres de bataille
1939
- Infanterie-Regiment 344
- Infanterie-Regiment 385
- Infanterie-Regiment 425
- Artillerie-Regiment 223
  - I. Abteilung
  - II. Abteilung
  - III. Abteilung
  - IV. Abteilung
- Pionier-Bataillon 223
- Panzerabwehr-Abteilung 223
- Aufklärungs-Abteilung 223
- Infanterie-Divisions-Nachrichten-Abteilung 223
- Infanterie-Divisions-Nachschubführer 223

1942
- Grenadier-Regiment 344
- Grenadier-Regiment 385
- Grenadier-Regiment 425
- Artillerie-Regiment 223
  - I. Abteilung
  - II. Abteilung
  - III. Abteilung
  - IV. Abteilung
- Pionier-Bataillon 223
- Panzerabwehr-Abteilung 223
- Feldersatz-Bataillon 223
- Infanterie-Divisions-Nachrichten-Abteilung 223
- Infanterie-Divisions-Nachschubführer 223